# Epidendrum pinniferum
Epidendrum pinniferum är en orkidéart som beskrevs av Charles Schweinfurth. Epidendrum pinniferum ingår i släktet Epidendrum och familjen orkidéer. Inga underarter finns listade i Catalogue of Life.